# Muzeum Historii Polskiego Ruchu Ludowego
Muzeum Historii Polskiego Ruchu Ludowego – muzeum znajdujące się na warszawskim Mokotowie przy al. Wilanowskiej 204, w budynku Żółtej Karczmy. Gromadzi pamiątki i materiały związane z historią polskich chłopów i polskim ruchem ludowym.

## Historia
Placówka została utworzona 8 marca 1984 przez Józefa Fajkowskiego, który został jej pierwszym dyrektorem. Jej siedzibą jest willa nazywana Żółtą Karczmą, wzniesiona w latach 1852–1853 według projektu Franciszka Marii Lanciego.

## Zbiory
Muzeum gromadzi eksponaty związane z ruchem ludowym w tym działalnością partii chłopskich, wiejskich stowarzyszeń kulturalnych i oświatowych. Do najciekawszych eksponatów należą:
- pamiątki związane z osobami Izydora Mermona, Stefana Pawłowskiego, Stanisława Osieckiego, Tadeusza Chciuka-Celta, Stanisława Mikołajczyka
- korespondencja Wincentego Witosa
- dokumenty związane z działalnością Polskiego Stronnictwa Ludowego na emigracji
- malarstwo i rzeźba wiejskich twórców nieprofesjonalnych

W ogrodzie otaczającym muzeum zostały wyeksponowane rzeźby przedstawiające działaczy ruchu ludowego. 

## Dyrektorzy[3]
- Józef Fajkowski (1984–1989)
- Józef Emil Czajkowski (1989–1997)
- Janusz Gmitruk (od 1997)

## Oddziały
Muzeum posiada dwa oddziały – w Sandomierzu i Piasecznie.